# 15112 Арленвольф
15112 Арленвольф (2000 CY94, 1979 HQ1, 1993 FC18, 15112 Arlenewolfe) — астероїд головного поясу, відкритий 8 лютого 2000 року.
Тіссеранів параметр щодо Юпітера — 3,575.